# Aeropuerto Municipal de Casa Grande
El Aeropuerto Municipal de Casa Grande (en inglés: Casa Grande Municipal Airport) (IATA: CGZ, ICAO: KCGZ, FAA LID: CGZ) es un aeropuerto público de propiedad municipal a seis millas al norte de Casa Grande, en el condado de Pinal, Arizona al sur de Estados Unidos. El Plan Nacional de la FAA de Sistemas Integrados de Aeropuertos para 2009-2013 lo categoriza como una instalación de aviación general. El aeropuerto no es servido por una línea aérea.
El aeropuerto cubre 640 acres (260 hectáreas) a una altitud de 1.464 pies (446 m). Su una pista de aterrizaje 05/23 , es de 5.200 por 100 pies ( 1.585 x 30 m) y de asfalto. 
En el ejercicio al 31 de marzo de 2009, el aeropuerto tuvo 119.680 operaciones de aeronaves , un promedio 327 por día : 98% de la aviación general, el 2 % de taxi aéreo , y menos de 1 % militares. 